# Крстарећи тенк Мк II
Крстарећи тенк Марк II (А10) био је британски тенк из периода пре Другог светског рата. Био је развијен уз тенк А9 за крстарење, а требало је да буде тежа верзија пешадијског тенка тог типа. У пракси се није сматрао погодним за улогу пешадијског тенка и класификован је као "тешки крсташ".

## Карактеристике
А10 је у суштини био теже оклопљена верзија А9: са тим циљем одбачене су готово бескорисне помоћне куполе и појачана оклопна плоча испред возача. Затим је причвршћен додатни оклоп на труп и предњу страну куполе, што му је удвостручило дебљину. Па ипак, додатна тежина знатно му је смањила брзину. Оригинални модел требало је да носи топ од 2 фунте и митраљез Викерс у куполи, као и митраљез Беса напред у трупу, иако је труп најчешће био ненаоружан ради једноставнијег снабдевања муницијом. Марк IIА заменио је Викерсов митраљез Бесом, и оставио други Беса митраљез у трупу. Око четвртине Мк II/IIА били су ЦС (Close Support) верзија, наоружани хаубицом од 90 mm (3,5 in) уместо топа.

### У борби
Као и крсташи Мк I, неки Мк II послати су у Француску са Британским експедиционим снагама, али већина је служила у северној Африци до повлачења из службе 1941.